# Ітаті Кантораль
Ітаті Кантораль (ісп. Itatí Cantoral; 13 травня 1975, Мехіко) — мексиканська акторка, співачка, танцюристка та продюсерка.

## Вибрана фільмографія
| Рік       |   | Українська назва                 | Оригінальна назва            | Роль                                |
| --------- | - | -------------------------------- | ---------------------------- | ----------------------------------- |
| 1992      | с | Назустріч сонцю                  | De frente al sol             | Лупіта Буенростро                   |
| 1994—2002 | с | Жінка, випадки з реального життя | Mujer, casos de la vida real | різні персонажки                    |
| 1995—1996 | с | Марія з передмістя               | María la del barrio          | Сорайя Монтенегро де Монтальбан     |
| 1996—1997 | с | Ти і я                           | Tu y yo                      | Кассандра Сантільян Альварес        |
| 2006—2007 | с | Вдова Бланко                     | La viuda de Blanco           | Алісія Гвардіола де Бланко          |
| 2008      | с | Жінки-вбивці                     | Mujeres asesinas             | Сандра Луїса Арвіде Лісама          |
| 2015      | с | Хто вбив Патрисію Солер?         | Quién mato a Patricia Soler? | Сара Фернандес Акунья де Сіністерра |
| 2016—2017 | с | Чема                             | El Chema                     | Бланка Ловато                       |
| 2019      | с | Сільвія Піналь перед вами        | Silvia Pinal, frente a ti    | Сільвія Піналь                      |
| 2020      | с | Мексиканка та блондин            | La Mexicana y el güero       | Андреа Ібаррола                     |